# フリーマン・ノウルズ
フリーマン・タリー・ノウルズ(英語: Freeman Tulley Knowles, 1846年10月10日 - 1910年6月1日)は、アメリカ合衆国の政治家、弁護士、ジャーナリスト。所属政党は人民党、アメリカ社会党。1897年から1899年までの間、連邦下院議員を1期務めた。

## 経歴・人物
ノールズはメイン州サマセット郡ハーモニーで生まれた。1862年に南北戦争に参加し、メイン州義勇歩兵第16連隊に入隊した。終戦まで従軍し、ゲティスバーグの戦いなどの戦闘に参加し、最終的に伍長に昇進した。戦後、アイオワ州クロウフォード郡デニソンで法律を学び、弁護士資格を取得した。15年以上にわたりデニソンで弁護士として活動した後、ネブラスカ州で「セレスコ・タイムズ紙」の発行人として活躍した。1888年にはサウスダコタ州ミード郡ティルフォードで「ミード郡タイムズ」を創刊。その後、デッドウッドで、「イブニング・インディペンド誌」を発行した。
ノウルズは人民党に入党し、1894年選挙で下院議員に立候補したが落選。1896年選挙で初当選を果たし、第55議会で下院議員を務めた。1898年選挙では融合党名義の非共和党系統一候補としてジョン・エドワード・ケリーとともに立候補したが、共和党のロバート・ギャンブルとチャールズ・バークに敗れ、再選は果たせなかった。その後、アメリカ社会党に参加し、1904年と1906年にサウスダコタ州知事に立候補したが、いずれも得票率は3%程度と、二大政党の候補に大きく水をあけられる形で落選した。1905年にはデッドウッドで社会主義的な新聞「ザ・ランターン」を創刊した。「ザ・ランターン」の社説や記事は避妊具や労働者の権利、労働組合などをテーマにしていたため、鉱山主などのビジネスリーダーを怒らせ、法執行機関などの政府関係者に監視される結果となった。1908年には、郵便でわいせつ物を送った罪で起訴され、1年間の禁固刑を言い渡された。
1910年6月1日にサウスダコタ州デッドウッドで死去し、マウント・モーリア墓地に埋葬された。